# 謝緬傑爾
谢缅杰尔（羅馬化：Semender）是俄罗斯达吉斯坦共和国的市级镇，属共和国辖市马哈奇卡拉市，为该市西北部基洛夫区的一部分，西南邻市级镇列宁肯特。
该地2021年人口有14,793人；2010年人口13,677人；2002年人口7,558人。